# Wijk aan Zee
Wijk aan Zee é uma pequena cidade costeira ao Mar do norte na municipalidade de Beverwijk na província da Holanda do Norte dos Países Baixos. O prestigiado torneio de xadrez Tata Steel anteriormente conhecido como Torneio Corus e posteriormente Hoogovens é relizado na cidade anualmente.